# Vi sitter i sjön
Vi sitter i sjön (engelska: Barnacle Bill) är en brittisk Ealingkomedi från 1957, inspelad i Ealing Studios och i regi av Charles Frend.

## Handling
En sjöofficer köper en brygga vid havet och registrerar den som ett fartyg för att besegra det lokala buset.

## Rollista i urval
- Alec Guinness - Kapten William Horatio Ambrose
- Irene Browne - Mrs Barrington
- Maurice Denham - Borgmästare Crowley
- Percy Herbert - Tommy
- Victor Maddern - Figg
- Allan Cuthbertson - Chailey
- Donald Pleasence - kassör
- Lionel Jeffries - Garrod
- Jackie Collins - June
- Joan Hickson - Mrs Kent